# Manuel Antonio Ay
Manuel Antonio Ay (Chichimilá, 1817 – Valladolid, 26 de julio de 1847), indígena maya, cacique de Chichimilá en Yucatán (México), fue promotor junto con Cecilio Chi y Jacinto Pat de la denominada Guerra de Castas en 1847, que pretendió liberar a la población maya de la opresión criolla y constituir un estado independiente de México. Fue el primer mártir de la guerra.

## Primeros años

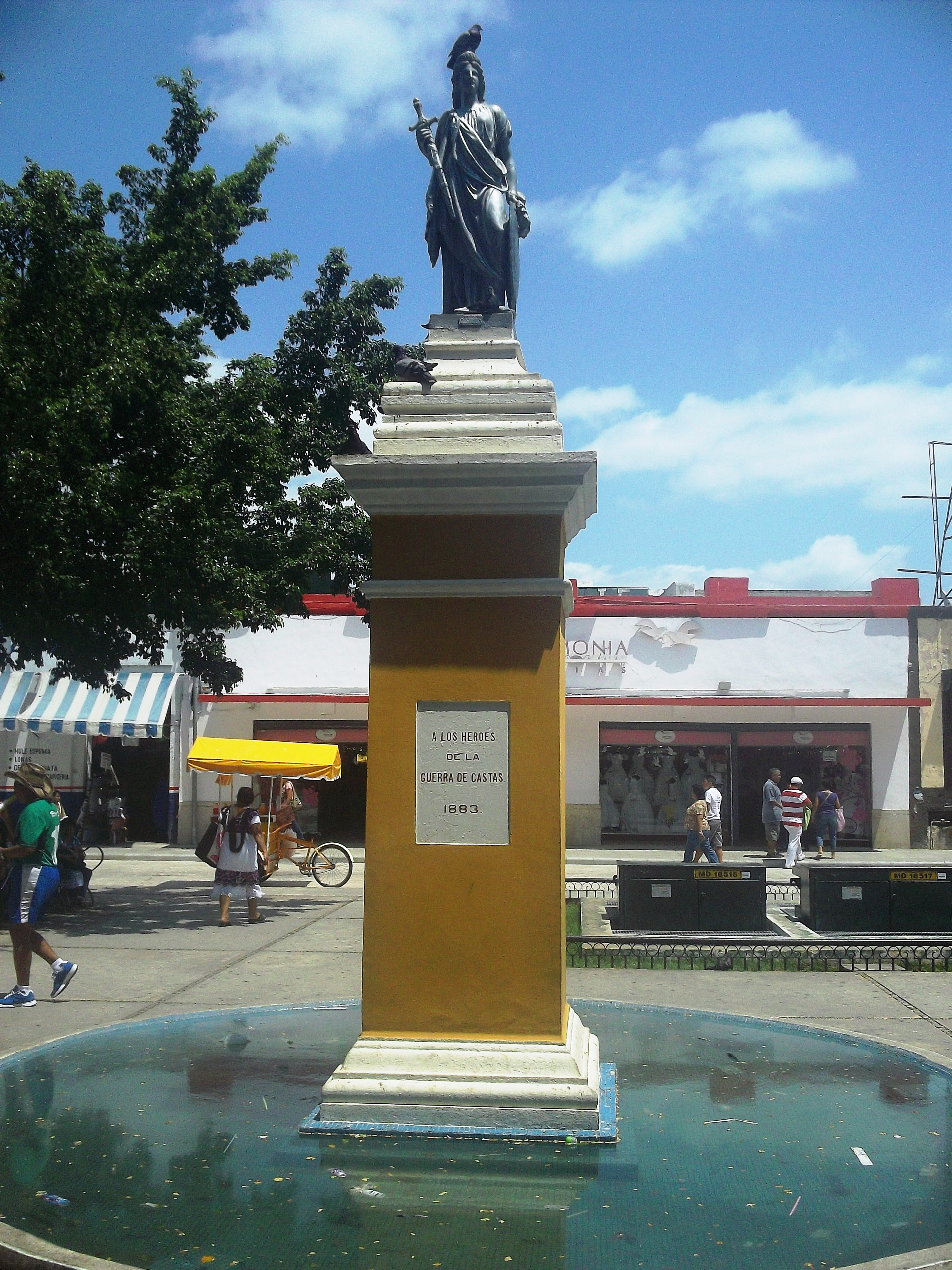
La ejecución de Manuel Antonio Ay fue el disparador de la Guerra de Castas. El monumento está dedicado a las tropas yucatecas que lucharon contra los “mayas rebeldes”.

Manuel Antonio Ay, debido a su activa participación dentro de la comunidad, desde joven llegó a ser líder y batab (cacique) del poblado de Chichimilá. Su influencia llegó hasta Dzitnup, Ebtún y Tekom, Tixcacalcupul y Tixualactún, entre otras poblaciones mayas. Participó en la toma de Chemax en 1846 y de Valladolid, en 1840, bajo las órdenes de Antonio Trujeque. Fue uno de los más activos organizadores de la insurrección indígena de 1847. Recabó fondos para la independencia y tenía contingentes preparados para el estallido.

## Se descubre la insurrección
Días antes de la insurrección, durante los preparativos, sus actividades fueron descubiertas por el juez Antonio Rajón quien supuestamente le sustrajo una carta que Manuel Ay tenía escondida en el sombrero, que estaba firmada por el caudillo Cecilio Chi. En ella se trataba de aspectos estratégicos de la rebelión que estaban planeando. Hay, sin embargo, quienes dicen que la carta no existió y que fue una calumnia que se le urdió. De cualquier manera no queda duda que Ay participaba en los preparativos rebeldes.
Antonio Rajón informó del contenido de la carta al jefe político de Valladolid, coronel Eulogio Rosado, quien a su vez ordenó la detención y el juicio del rebelde. El proceso duró del 21 al 25 de julio de 1847. Durante los interrogatorios realizados por el capitán Valentín Barrera, Manuel Antonio Ay aceptó haber participado en la toma de Valladolid, en una acción organizada por el capitán Santiago Imán en febrero de 1840.

## Ejecución
Condenado a muerte, el ahorcamiento de Manuel Antonio Ay se realizó el 26 de julio de 1847 en el atrio de la iglesia del barrio de Santa Ana de Valladolid (Yucatán). El cadáver fue puesto en un ataúd y trasladado a Chichimilá, donde fue velado y sepultado. A la mitad del camino, la viuda le pidió al oficial al mando de la escolta, Felipe Cámara Zavala, que le permitiera ver y acompañar el cadáver de su esposo. Al llegar a Chichimilá encontraron un ambiente de consternación y rebeldía, mientras que el cadáver se exhibía con la intención de amedrentar a los rebeldes.

## Consecuencias
Esta muerte y el incendio de Tepich que siguió, por parte del ejército yucateco, en represalia por no encontrar a los otros líderes del movimiento, marcaron el inicio de la guerra que habría de durar 54 años, hasta el 22 de enero de 1901, en que las tropas del gobierno federal mexicano recuperaron el poblado de Chan Santa Cruz de sus pobladores de origen maya.
El juez Antonio Rajón fue muerto poco tiempo después, en 1848, durante la toma de Valladolid por los indígenas rebeldes. Se dice que fue Antonio Ay, hijo de Manuel Antonio, quien había presenciado la ejecución de su padre en la plaza de la iglesia de Santa Ana, quien lo ajustició.